# Robert de Thourotte (évêque de Laon)
Robert de Thourotte ou Robert de Thorotte est un homme d'église de la fin du XIIIe siècle. Il a été évêque de Laon de 1285 à sa mort en 1297.

## Biographie
Robert de Thourotte appartient à la famille noble de Thourotte, châtelains de Thourotte et de Noyon. Il est le fils de Jean III de Thourotte et de Luce de Honnecourt.
Il est également le neveu de Raoul de Thourotte, évêque de Verdun et de Robert de Thourotte, évêque de Langres puis de Liège.
Il est tout d'abord chanoine à Reims puis est élu évêque de Laon en 1285 jusqu'à sa mort en 1297.